# マルゴット・ホーネッカー
マルゴット・ホーネッカー（ドイツ語: Margot Honecker、1927年4月17日 - 2016年5月6日）は、ドイツ民主共和国（東ドイツ）の政治家。旧姓ファイスト（Feist）。同国のエーリッヒ・ホーネッカー国家評議会議長の妻。1963年から1989年まで東ドイツの国民教育相を務めたが、東西ドイツ統一後は夫のエーリッヒとともにチリに亡命し、同国で没した。

## 経歴

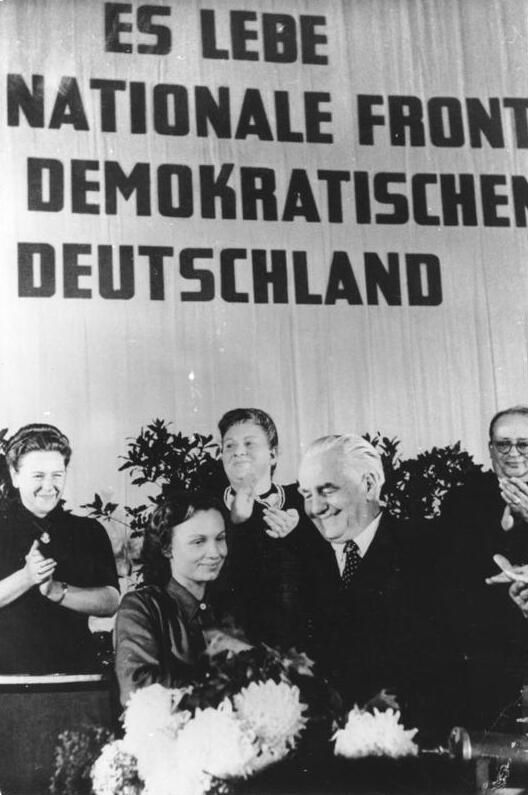
1949年10月7日　東ドイツ建国時のマルゴットとヴィルヘルム・ピーク大統領

マルゴットはハレ・アン・デア・ザーレに生まれた。父親は靴職人、母親は工場労働者だった。13歳の時母が死去。国民学校を卒業し、ドイツ女子同盟（BDM）に加入。販売業に務めた後、電話交換手となった。1945年にドイツ共産党に加入。翌年同党がソ連占領地域のドイツ社会民主党と合同しドイツ社会主義統一党（SED）になると、同党に加入しザクセン＝アンハルト州の自由ドイツ労働者組合で速記者となった。1946年に自由ドイツ青年団（FDJ）のハレ支部代表委員の一人となり、翌年同州FDJ文化・教育部長となった。1948年にはFDJ中央委員会書記となり、ピオネール組織「エルンスト・テールマン」の代表に就任した。1949年にドイツ民主共和国暫定人民議会議員に選出され、翌年正式に22歳と最年少の人民議会議員となった。

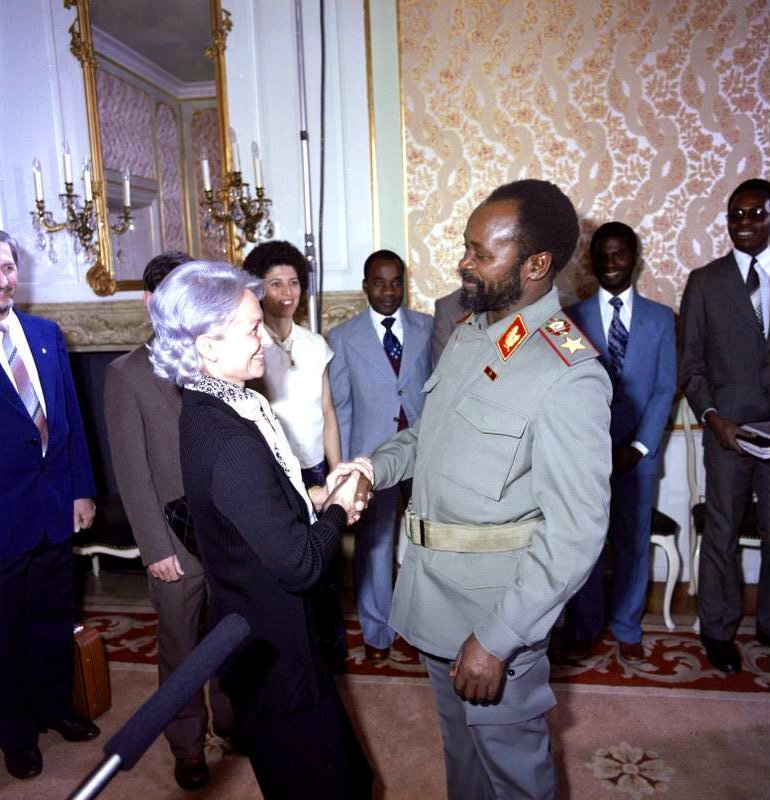
モザンビークのサモラ・マシェル大統領と会見するマルゴット（1983年）

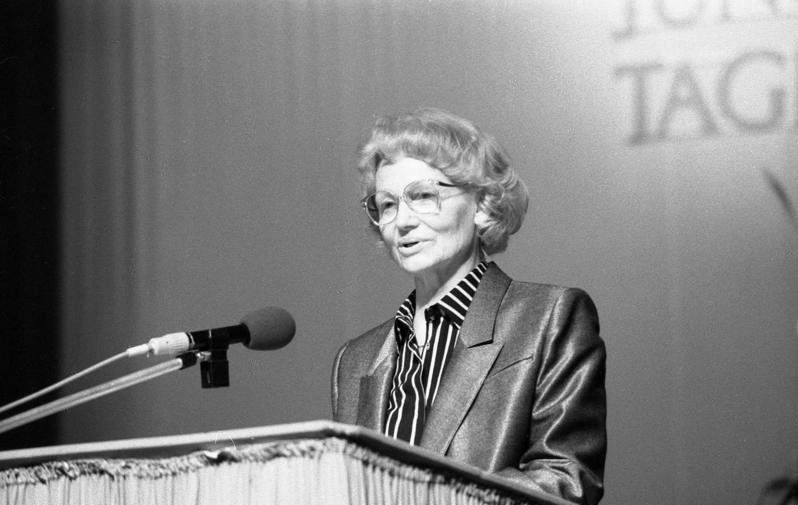
演説するマルゴット（1988年、ポツダム）

1952年12月、FDJ中央委員会委員長だったエーリッヒ・ホーネッカーとの間に長女ゾニアが生まれた。当時ホーネッカーはエディト・バウマンと結婚していたが、SED書記長ヴァルター・ウルブリヒトはホーネッカーを離婚させ、マルゴットと再婚させた。マルゴットは国民教育副大臣となり、1963年には国民教育相に就任した。大臣として1965年に「統一社会主義教育法」を施行。1971年からSEDの書記長となっていた夫のエーリッヒが1976年に国家元首である国家評議会議長を兼ねたため、マルゴットが東ドイツのファーストレディとなった。1978年には教会や保護者の反対を押し切って学校に軍事教練を導入した。兄マンフレート・ファイシュトはSED中央委員会海外情報部長となった。
1989年に東欧革命が発生し東ドイツにも及ぶと、ヴィリー・シュトフ内閣の辞任とともにマルゴットも辞任した。SEDの支配体制が崩壊すると、マルゴットは西側亡命者の子女を強制的に養子縁組に出した罪で訴追された。しかしマルゴットが直接関与した証拠は出てこなかった。マルゴットは更なる刑事訴追を逃れてエーリッヒと共にモスクワに逃れた。1991年のソ連崩壊後は娘の嫁ぎ先であるチリに移った。
1992年以降、マルゴットはチリ人の夫と暮らす娘ゾニアと共にチリの首都サンティアゴに隠棲した。夫エーリッヒは1994年に81歳で肝臓がんのため死去した。夫の遺体はサンティアゴで火葬され、遺灰は自宅に置いてあるという。統一後のドイツではホーネッカー夫妻の私有財産に関する裁判が行われ、1999年に6万ドイツマルクに相当する追徴判決が下された。マルゴットは寡婦年金と老齢年金として毎月1500ユーロを受けて生活していた。2000年には元チリ共産党書記長のルイス・コルヴァランのインタビューを受け、東ドイツの歴史について回顧した書籍を出版した。
2008年7月、ニカラグアのサンディニスタ革命29周年にあわせ、同国大統領ダニエル・オルテガより文化独立勲章「ルーベン・ダリオ」を授与された。文盲を減らす運動への貢献によるものとされている。この授与式にマルゴットはベルリンの壁崩壊以後初めて公の場に姿を現したが、発言はしなかった。マナグアで行われた式典には中南米の左翼的指導者であるパラグアイ大統領フェルナンド・ルゴやベネズエラ大統領ウゴ・チャベスも出席した。
2016年5月6日、サンティアゴでがんのため死去。

## 人物
東ドイツ時代、マルゴットは国民から最も嫌われると同時に最も恐れられた政治家だった。その職務から「ミス（Miss）・教育」（英語の女性の敬称と「失敗」をかけた洒落）とあだ名され、また彼女の髪の毛の色にちなんで「紫色の竜」と呼ばれることもあった。

## 著書
- Zur Bildungspolitik und Pädagogik in der Deutschen Demokratischen Republik. Ausgewählte Reden und Schriften. Berlin: Volk und Wissen, 1986, 767 S., ISBN 3-06-204106-4